# Goídel Glas

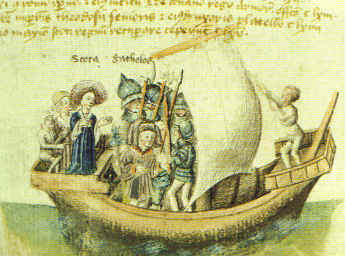
Goídel Glas e Scota in un manoscritto del XV secolo della Cronaca degli scoti di Walter Bower: in questa versione Goídel Glas (latinizzato in Gaythelos) e Scots sono marito e moglie

Secondo la tradizione mitologica irlandese e scozzese, Goídel Glas (latinizzato come Gaithelus) è il creatore delle lingue goideliche e l'eponimo antenato dei Gaeli.
La tradizione può essere fatta risalire al Lebor Gabála Érenn (LGE), testo irlandese dell'XI secolo. Una variante scozzese del mito è dovuta a Giovanni di Fordun (m. 1384).

## Lebor Gabála Érenn
La narrazione nel Lebor Gabála Érenn è un racconto mitologico sull'origine dei gaeli come discendenti del principe scita Fénius Farsaid, uno dei settantadue capi che costruirono la Torre di Babele. Goídel Glas era il figlio di Nel (figlio di Fénius) e Scota (figlia di un faraone d'Egitto). A Goídel Glas è attribuita la creazione del gaelico (lingua proto-irlandese), dalle settantadue lingue originali sorte al tempo della confusione delle lingue. I suoi discendenti, i gaeli, subiscono una serie di prove e tribolazioni che sono chiaramente modellate su quelle degli israeliti nell'Antico Testamento. Fioriscono in Egitto al tempo di Mosè e partono durante l'Esodo; vagano per il mondo per 440 anni prima di stabilirsi nella penisola iberica. Lì, il discendente di Goídel, Breogán fonda una città chiamata Brigantia e costruisce una torre dalla cima della quale suo figlio scorge l'Irlanda. Brigantia si riferisce probabilmente a La Coruña, in Galizia, (allora conosciuta come Brigantium), mentre la torre di Breogán potrebbe essere basata sulla Torre di Ercole, che fu costruita a La Coruña dai Romani.
Un aneddoto nel LGE racconta come Goidel Glas, figlio di Nel, fu guarito dalla puntura di un serpente quando Mosè fece fervente preghiera e toccò con la sua verga la ferita del ragazzo. Un versetto inserito in un passaggio precedente dice di Goidel: "verdi erano le sue braccia e la sua veste". La redazione di Lebor Gabála da parte di O'Clery aggiunge che il morso del serpente lasciò un anello verde sul ragazzo, dal quale ottenne il suo soprannome di "Glas" (che significa "verde").

## Giovanni di Fortun
Una versione scozzese del racconto di Goídel Glas e Scota è stata registrata da Giovanni di Fordun. Apparentemente esso non si basa sul principale racconto irlandese contenuto nel Lebor Gabála Érenn. Fordun si riferisce a più fonti e la sua versione è considerata un tentativo di sintetizzare questi racconti in un'unica storia.
Nella versione di Fordun, Gaythelos, come chiama Goídel Glas, è il figlio di "un certo re dei paesi della Grecia, Neolus o Heolaus di nome", che fu esiliato in Egitto e prese servizio con il faraone, sposando la figlia del faraone Scota. Vengono dati vari resoconti su come Gaythelos venne espulso dall'Egitto - da una rivolta dopo la morte del faraone e del suo esercito nel Mar Rosso, inseguendo Mosè, o terrorizzato dalle piaghe d'Egitto o dopo un'invasione di etiopi - ma il risultato è che Gaythelos e Scota vengono esiliati insieme a nobili greci ed egiziani, e si stabiliscono in Hispania dopo aver vagato per molti anni. Nella penisola iberica si insediano nell'angolo nord-ovest, in un luogo chiamato Brigancia (la città di La Coruña, che i romani conoscevano come Brigantium).
Gaythelos è considerato il fondatore della città portoghese di Porto da alcuni vecchi autori. Secondo loro, egli sbarcò nella penisola iberica in un porto che chiamò "Portus Gaythelos" (in seguito chiamato dai romani Portus Cale, dal popolo dei Callaici). In seguito la città diede il nome al Portogallo.